# Меган Маллаллі
Меган Маллаллі (англ. Megan Mullally; нар. 12 листопада 1958, Лос-Анджелес, Каліфорнія, США) — американська акторка, комікеса, телеведуча, співачка, танцюристка та ЛГБТ-активістка.
З 1998 по 2006 рік отримала широку популярність, знімаючись в телесеріалі «Вілл і Грейс». Маллаллі сім разів поспіль була номінанткою премії «Еммі» в категорії «За найкращу жіночу роль другого плану в комедійному телесеріалі», вигравши двічі: у 2000 і 2006 роках. Також отримала три премії «Гільдії кіноакторів США» «За найкращу жіночу роль у комедійному серіалі», у 2001, 2002 і 2003 роках. Крім цього, чотири рази була номінована на «Золотий глобус».
З 2006 по 2007 рік Маллаллі вела власне телешоу, а після була запрошеною зіркою в телесеріалах «30 Rock», «Парки та зони відпочинку», «Бостонське правосуддя», «Нові пригоди старої Крістін» і «Щасливий кінець».
У 2003 році одружилася з актором Ніком Офферманом, з яким познайомилася у постановці п'єси «The Berlin Circle» у 2000 році. Дітей не має.

## Вибрана фільмографія
| Рік        |    | Українська назва                   | Оригінальна назва                    | Роль                        |
| ---------- | -- | ---------------------------------- | ------------------------------------ | --------------------------- |
| 1983       | ф  | Ризикований бізнес                 | Risky Business                       | дівчина за викликом         |
| 1985       | ф  | Одного разу укушений               | Once Bitten                          | Сюзетт                      |
| 1986       | ф  | Синій оксамит                      | Blue Velvet                          | Луїза                       |
| 1988       | с  | Вона написала вбивство             | Murder, She Wrote                    | Моллі Коннорс               |
| 1990       | тф | Рейнбоу Драйв                      | Rainbow Drive                        | Ава Зіфф                    |
| 1991       | с  | Германова голова                   | Herman's Head                        | Івонн                       |
| 1993       | с  | Сайнфелд                           | Seinfeld                             | Бетсі                       |
| 1994       | мс | Бетмен                             | Batman: The Animated Series          | Сінді                       |
| 1997       | с  | Фрейзер                            | Frasier                              | Бет Армстронг               |
| 1997       | с  | У захваті від тебе                 | Mad About You                        | Джейн                       |
| 1997       | мс | Екстремальні мисливці на привидів  | Extreme Ghostbusters                 | додаткові голоси            |
| 1998       | с  | Журнал мод                         | Just Shoot Me!                       | Стефані Гріффін-Купер       |
| 1998—2020  | с  | Вілл і Грейс                       | Will & Grace                         | Карен Вокер                 |
| 2000       | с  | Третя планета від Сонця            | Third Rock from the Sun              | Рената Олбрайт              |
| 2002       | мс | Король гори                        | King of the Hill                     | Тереза                      |
| 2004       | мф | Улюбленець учителя                 | Teacher's Pet                        | Адель                       |
| 2005       | ф  | Стрибок угору                      | Rebound                              | директорка Волш             |
| 2006       | мс | Піп відкриває світ                 | Peep and the Big Wide World          | рожева Кря                  |
| 2006       | с  | Як я зустрів вашу маму             | How I Met Your Mother                | мати Барні                  |
| 2007       | мф | Бі Муві: Медова змова              | Bee Movie                            | Труді                       |
| 2007       | с  | Юристи Бостона                     | Boston Legal                         | Рената Гілл                 |
| 2008—2013  | с  | 30 потрясінь                       | 30 Rock                              | Бев                         |
| 2008—2016  | с  | Дитяча лікарня                     | Childrens Hospital                   | Шеф                         |
| 2009       | ф  | Слава                              | Fame                                 | міс Френ Роуен              |
| 2009—2020  | с  | Парки та зони відпочинку           | Parks and Recreation                 | Теммі Свонсон II            |
| 2010       | ф  | Бурлеск                            | Burlesque                            | співочий голос Ніккі        |
| 2011—т. ч. | мс | Бургери Боба                       | Bob's Burgers                        | Ґейл Ґенарро / різні голоси |
| 2012       | ф  | Чого чекати, коли чекаєш на дитину | What to Expect When You're Expecting | камео                       |
| 2012       | мф | Ернест і Селестіна                 | фр. Ernest et Célestine              | Люсьєн                      |
| 2013       | ф  | Королі літа                        | The Kings of Summer                  | місіс Кінан                 |
| 2013       | с  | Вебтерапія                         | Web Therapy                          | Френні Маршалл              |
| 2013—2016  | мс | Софія Прекрасна                    | Sofia the First                      | міс Нетл                    |
| 2015       | мф | Монстри на канікулах 2             | Hotel Transylvania 2                 | Лінда Лафран                |
| 2016       | ф  | Чому він?                          | Why Him?                             | Барб Флемінг                |
| 2017       | ф  | Горе митець                        | The Disaster Artist                  | місіс Сестеро               |
| 2019       | ф  | Де ти поділась, Бернадетт?         | Where'd You Go, Bernadette           | Джуді Толл                  |
| 2022       | мс | Американський тато!                | American Dad!                        | суддя                       |
| 2023—2024  | с  | Персі Джексон та Олімпійці         | Percy Jackson and the Olympians      | Алекто                      |
| 2024       | с  | Академія Амбрелла                  | The Umbrella Academy                 | доктор Джин Тібедо          |